# Austrophanes robustum
Austrophanes robustum är en skalbaggsart som beskrevs av Chemsak och Linsley 1963. Austrophanes robustum ingår i släktet Austrophanes och familjen långhorningar. Inga underarter finns listade.